# 三苫紘平
三苫 紘平（みとま こうへい、7月23日 - ）は、日本の男性声優。以前はエーエス企画に所属していた。現在はフリー。

## 出演

### テレビアニメ
2014年
- グリザイアの果実（ヤブイヌ、マグロマン）

2015年
- グリザイアの迷宮（ロビー）
- グリザイアの楽園（ロビー / ジミー、越智義彦）
- 不思議なソメラちゃん（隊員たち）

2016年
- Rewrite（鈴木、鶴見、隊員、原木邦彦、ガーディアン 他）
- 魔法少女?なりあ☆がーるず（王子）

2018年
- まめねこ（肌色）

2021年
- 真の仲間じゃないと勇者のパーティーを追い出されたので、辺境でスローライフすることにしました（ガイウス）

2023年
- てんぷる（檀家）
- 僕らの雨いろプロトコル（客B、トラック運転手、AD）

2024年
- じいさんばあさん若返る（中田俊介）

2025年
- グリザイア:ファントムトリガー（マシュー）

### OVA
- グリザイア:ファントムトリガー THE ANIMATION スターゲイザー（2020年、バークストーン、ブリ提督）

### Webアニメ
- クソゲーって言うな!（2020年、マリウス[5]）
- トラとミケ（2021年、玄斎じぃ[6]、香山、上田父）

### ゲーム
- 龍が如く 維新!（伊東）
- 龍が如く5 夢、叶えし者（永田）
- ファンタシースターオンライン2
- étude prologue 〜揺れ動く心のかたち〜（松本剛）
- エンド オブ エタニティ
- つくものがたり
- 天下一★戦国LOVERS DS
- 果つることなき未来ヨリ（兵士A[7]）
- FREE JACK（ジン）
- ブレイザードライブ（エネミーブレイザー）
- 文明開華葵座異聞録（寛永寺僧侶）
- グリザイアの果実（マグロマン）
- グリザイアの果実 -LE FRUIT DE LA GRISAIA-（越智義彦）
- メタルマックス4 月光のディーヴァ（シンパー）
- ATRI -My Dear Moments-（音声協力）[8]
- ライブアライブ（2022年、ナンチャ、ジェンマ）

### ドラマCD
- クラスメイト（男子生徒）
- デススマイルズ
- 魔法学園エウレキア 〜風紀部に咲く、白乙女〜（フランシス・ゼリア）
- 僕たちのスイートドラゴン～伝説・序章
- キミイロオモイ（櫻井夏樹）

### 吹き替え
- アイス・ツイスター（ゲイリー〈ライアン・ケネディ〉）
- クリミナル・マインド4 FBI行動分析課
- 幻影師アイゼンハイム（アイゼンハイム少年）
- 精武飛鴻（弟子1役、スリ）
- ダイナソーフィールド（ジャック）
- パニック・ゾーン 制御不能（ルーク）
- 齢5000年の草食ドラゴン、いわれなき邪竜認定（2023年 - 2024年、セーレンの村人D、商人） - 2シリーズ[一覧 1]

### ナレーション
- ハウスメイド

### その他
- シャカリキック！～平川大輔と頑張るフレッシュ！～
- 琴浦さん漫画（室戸大地）

### シリーズ一覧
1. ↑  season1（2023年）、season2（2024年）